# Højhus Charlottehøj
Højhus Charlottehøj er et muret højhus (16 etager - 48 meter) i kvarteret Charlottehøj i Møllevangen, Aarhus V. Det er bygget i 1962 og er det første murstens højhus i Danmark. Højhuset Langenæs er bygget efter samme princip i 1967-71. De to højhuse er de eneste murede højhuse i Danmark.
Højhus Charlottehøj er en beboelsesblok med lejligheder udlejet af Boligforeningen Ringgården.